# イージー・ライダー (バーズのアルバム)
『イージー・ライダー』（Ballad of Easy Rider）は、アメリカのロックバンドザ・バーズによる8枚目のアルバムで、1969年11月にコロムビア・レコードからリリースされた。

## 概要
アルバムの名前は、バーズのギタリストおよびリード・シンガーであるロジャー・マッギン(ボブ・ディランの助けを借りて) が1969年の映画『イージー・ライダー』の主題歌として書いた曲「イージー・ライダーのバラード」にちなんで名付けられた。アルバムの音楽の大部分は映画とは関係が無かったが、タイトルは映画の商業的成功を利用するためにも選ばれた。それにもかかわらず、『イージー・ライダー』との関係はバーズの知名度を高め、その結果本作は米国で2年間、バンドの最高のチャート・アルバムとなった。
このアルバムは、ビルボード・トップLPチャートで 36位、UKアルバム・チャートで41位に達した。タイトル・トラックは1969年10月に先行シングルとしてリリースされ、ビルボード・トップ100チャートで適度な成功を収めた。1969年12月にアルバムからの2枚目のシングル「Jesus Is Just Alright」がリリースされたが、 ビルボード・ホット100で97位に達しただけであった。
このアルバムは、ロジャー・マッギン、クラレンス・ホワイト、ジーン・パーソンズ、ジョン・ヨークのラインナップによって録音された2番目のアルバムであったが、ヨークは完成後すぐに解雇された。『イージー・ライダー』はリリースされると賛否両論だったが、今日ではキャリア後半のバンドの強力なアルバムの1つと見なされている。

## 収録曲

### Side 1
1. Ballad of Easy Rider (ロジャー・マッギン、ボブ・ディラン[注釈 1]) – 2:01
2. Fido (ジョン・ヨーク) – 2:40
3. Oil in My Lamp (トラディショナル、編曲、ジーン・パーソンズ、クラレンス・ホワイト) – 3:13
4. Tulsa County Blue [別名 Tulsa County] ( Pamela Polland ) – 2:49
5. Jack Tarr the Sailor (トラディショナル、Roger McGuinn 編曲) – 3:31

### Side 2
1. Jesus Is Just Alright　(アーサー・リード・レイノルズ) – 2:10
2. It's All Over Now, Baby Blue (ボブ・ディラン) – 4:53
3. There Must Be Someone（ヴァーン・ゴスディン、キャシー・ゴスディン、レックス・ゴスディン） - 3:29
4. Gunga Din (ジーン・パーソンズ) – 3:03
5. Deportee (Plane Wreck at Los Gatos) (ウディ・ガスリー、マーティン・ホフマン) – 3:50
6. Armstrong, Aldrin and Collins (ジーク・マナーズ、スコット・シーリー) – 1:41

### 1997年再発ボーナス・トラック
1. Way Beyond the Sun (トラディショナル、ロジャー・マッギン編曲) – 2:57
2. Mae Jean Goes to Hollywood（ジャクソン・ブラウン） - 2:44
3. Oil in My Lamp [Alternate Version] (ジーン・パーソンズ、クラレンス・ホワイト編曲) – 2:02
4. Tulsa County Blue [Alternate Version] (パメラ・ポランド) – 3:39
5. Fiddler a Dram (Moog Experiment) (トラディショナル、ロジャー・マッギン編曲) – 3:10
6. Ballad of Easy Rider [Long Version] (ロジャー・マッギン、ボブ・ディラン) – 2:26
7. Build It Up [インストゥルメンタル] (クラレンス・ホワイト、ジーン・パーソンズ) – 5:34
  - 注: この曲は2:35で終了する。3:35に「Radio Spot: Ballad of Easy Rider Album #1」が始まり、4:30に終了する。4:38から「ラジオ・スポット: イージー・ライダーのバラード #2」が始まる。

## 参加ミュージシャン

### バーズ
- ロジャー・マッギン - ギター、ボーカル、ボーナス・トラック16でモーグ・シンセサイザーとバンジョー。
- クラレンス・ホワイト - リードギター、ボーカル
- ジョン・ヨーク - エレクトリック・ベース、ボーカル
- ジーン・パーソンズ - ドラム、ギター、バンジョー、ボーカル

### ゲスト・ミュージシャン
- バイロン・バーライン – "Tulsa County Blue" (およびボーナス・トラック 13) のフィドル
- グレン・D・ハーディン – 「Gunga Din」のオルガン
- テリー・メルチャー – 「 It's All Over Now, Baby Blue 」のバッキング・ボーカル
- 「Ballad Of Easy Rider」と「Jesus Is Just Alright」のストリングス・セクション